# Leucohya heteropoda
Leucohya heteropoda är en spindeldjursart som beskrevs av Chamberlin 1946. Leucohya heteropoda ingår i släktet Leucohya och familjen Bochicidae. Inga underarter finns listade i Catalogue of Life.